# Rózsástövű fenyőtinóru
A rózsástövű fenyőtinóru (Suillus collinitus) az osztatlan bazídiumú gombák (Homobasidiomycetes) osztályában a tinórugomba-alkatúak (Boletales) rendjéhez, ezen belül a gyűrűstinórufélék (Suillaceae) családjához tartozó, ehető gombafaj.

## Megjelenése
A fenyőerdők jellemző gombafaja, mely az erdők talaján terem, tavasztól késő őszig, rendszerint csoportosan.
Közepes termetű gombafaj, jellemzően 3 – 10 cm magasra nő. Kalapjának átmérője 5 – 9 cm, fiatalon begöngyölt, később kiterül, színe világos- vagy csokoládébarna. Kalapjának bőre könnyen lehúzható. Termőrétege fiatalon sárga, időskorban sárgászölddé, vagy sárgásbarnává válik. Nyomásra nem színeződik el.
Húsa fehéres-sárgás színű, jellegzetes gyümölcsillatú, íze enyhén savanykás. Tönkje hengeres, színe barnássárgás, a tövénél rózsaszínes árnyalatú.

## Összetéveszthetősége
Összetéveszthető a szintén ehető szemcsésnyelű tinóruval és tehéntinóruval, valamint felületesen hasonlít a szintén ehető barna gyűrűstinórura, de ettől egyértelműen megkülönbözteti a gallér hiánya. Mérgező gombával nem téveszthető össze.
A rózsástövű fenyőtinorú ehető gombafaj, de felhasználás előtt ajánlatos a kalapbőrt lehúzni, mert nyálkássá teheti az ételt.